# Boganda
Boganda är en subprefektur i Centralafrikanska republiken.   Den ligger i prefekturen Lobaye, i den sydvästra delen av landet, 150 km väster om huvudstaden Bangui.
I omgivningarna runt Boganda växer huvudsakligen savannskog. Runt Boganda är det glesbefolkat, med 9 invånare per kvadratkilometer.